# Патерн (консул 269 года)
Патерн (лат. Paternus) — римский государственный деятель второй половины III века.

## Биография
Патерн занимал должность ординарного консула в 269 году вместе с императором Клавдием II Готским. Известно, что было ещё два консула с таким же именем. Этого Патерна можно идентифицировать с префектом Рима 281 года Овинием Патерном. О нём больше ничего неизвестно.